# Speocera pallida
Speocera pallida is een spinnensoort uit de familie Ochyroceratidae. De soort komt voor in Oost-Afrika.